# Dalby
För andra betydelser, se Dalby (olika betydelser).
Dalby är en tätort i Lunds kommun och kyrkby i Dalby socken i Skåne, belägen cirka 10 km sydost om Lund. På orten finns Dalby kyrka som är Nordens äldsta stenkyrka.

## Historia

### Äldre historia
Dalby har gamla anor och har utgjort en viktig mötesplats på Lundaslätten. Platsen var en konkurrent till Lund och Uppåkra om att bli det dominerade maktcentrat i sydvästra Skåne under 1000-talet, ansåg Gad Rausing. Han ville tolka det stengärdesinringade området vid Dalby hage som ett forntida samhälle. Andren såg samma område som en hjorthage. Stengärdet/vallen anses numer, efter en arkeologisk utgrävning, ha omgärdat en hage för kungens hästar.
Heligkorskyrkan i Dalby grundlades 1060 och delar av den finns fortfarande kvar i den nuvarande kyrkan. Fram till 1066 var Dalby biskopssäte, innan det flyttades till Lund. Biskop Egino var biskop här. Härav namnet Eginogården (egentligen en gammal skola) på församlingshemmet. Intill kyrkan finns även Kungsgården.
Efterhand som Dalby stift gick upp i Lunds med Lund som huvudort tynade Dalby i likhet med Uppåkra bort alltmer. Efter enskiftet i början av 1800-talet fanns endast fyra gårdar kvar i byn.

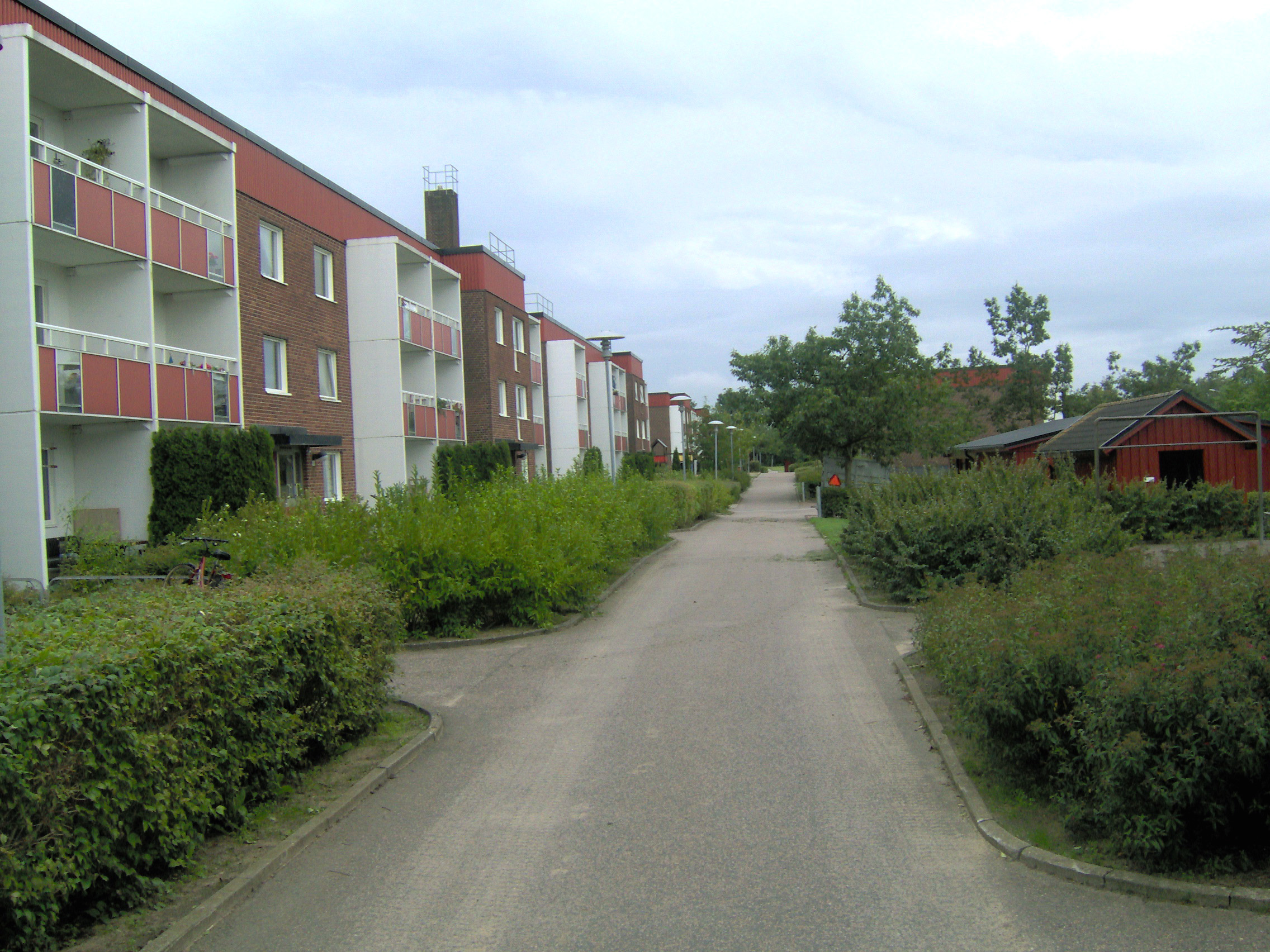
Bostadsområdet Byalaget i norra Dalby

### Stationssamhälle
Orten utvecklades som stationssamhälle efter tillkomsten av Malmö-Tomelilla Järnväg (MöToJ), som nådde Dalby 1892 och Tomelilla 1893. MöToJ sammanslogs 1896 med Simrishamn-Tomelilla Järnväg (CTJ) till Malmö-Simrishamns Järnväg (MSJ). MSJ byggde också bana från Dalby via Torna Hällestad och Harlösa till Bjärsjölagård, vilken fullbordades 1911. MSJ förstatligades 1943 och 1955 nedlades persontrafiken Dalby-Bjärsjölagård och 1970 Malmö-Dalby-Tomelilla. Godstrafik Malmö-Dalby-Harlösa fanns till 1983 och Malmö-Dalby-Önneslöv till 1987.
Äldsta bebyggelse i Dalby finns mestadels öster och nordost om kyrkan. Torget var en samlingsplats och där fanns offentliga byggnader, bland annat skolor, tingshuset och gästgivargården i rött tegel. Ett par isolerade gamla gårdar ligger kvar på sin gamla plats och deras gårdslängor utmärker sig för sitt traditionella byggnadsskick. Gatorna i centrum har äldre gatehus. De flesta husen är uppförda i tegel men de är ibland putsade. I anslutning till stationsområdet i södra delen av Dalbys tätort byggdes under sekelskiftet 1899 / 1900 röda tegelhus. Dalbys stationshus är byggt i två våningar med tegel, och liknar stationerna som byggdes på Simrishamnsbanan. Vid spårområdet växte upp industrier som godsmagasin, mejeri, silo, bränneri och andra industrier.

### Municipalsamhälle
Dalby var en kyrkby i Dalby socken och ingick efter kommunreformen 1862 i Dalby landskommun. I denna inrättades 7 november 1941 Dalby municipalsamhälle som upplöstes 31 december 1954.

## Industrisamhälle
Det äldre industriområdet i Dalby ligger invid den tidigare järnvägssträckningen Malmö-Simrishamns järnväg i en båge söder om bykärnan. Spåret, som förband Dalby med Staffanstorp och Malmö i väster och Veberöd och vidare till Tomelilla, där banan Ystad-Eslöv Järnväg korsade banan innan den nådde slutmålet i öster, Simrishamn.

### Nils Nilsson Vagnfabrik
Åren 1915–1969 fanns buss- och lastbilskarossfabriken Nils Nilsson vagnfabrik.  i Dalby. 
Nils Nilsson flyttade till Dalby i juni 1915. Han arrenderade verkstaden som först låg på Hällestadsvägen 1 nuvarande Dalby Djurshop, men fabriken växte ur lokalerna. Åren 1915-1922 arbetade han med vagnar i huvudsak för lantbruket och avsedda för hästar. Till 1922 var det goda konjunkturer i lantbruket men sedan kom krisen efter första världskriget. Han började då med bilkarosser, främst busskarosser som han byggde till privata bussbolag framför allt i Skåne och Blekinge. Busstillverkningen upphörde då SJ Buss tog över stora delar av busstrafiken på 1950-talet. Under tiden med busstillverkning byggde han nya lokaler med 450 kvm golvyta på  Veberödsvägen 24, nuvarande Dalby-veterinärens hus. Som mest hade verkstaden 14 arbetare, vilket hade minskat till 9 1961. Rörelsen upphörde 1969.

### Mejeri
På häradskartan från 1912 kan man se att det då fanns ett mejeri. Mejeriet byggdes troligen efter det att andelsmejeriet hade bildats 1912.  Mejeriet beskrivs i en rapport av länsstyrelsen: Dalby mejeri: Uppfört cirka år 1910 och nedlagt 1959. Därefter gick mjölken till Lund. Sockel av grå slätputs med fasad av rött tegel i kryssförband. Sekundära gröna träfönster och tak av grått sadeltak av eternit. Dalby vägde enligt Skånska Mejeribyggnader in 4136 ton mjölk på 1950-talet.

### Dalby bränneri
1897 bildades AB Dalby Spritfabrik vars fabriksbyggnad stod färdig 1898. Fabriken tillverkade sprit av sockerbetor. Anläggning drevs av elektricitet som tillverkades med hjälp av importerat kol från Polen. Råspriten förädlades vid Ödåkra spritfabrik. Under första världskriget tvingades fabriken byta råvaror och man prövade att tillverka sprit av rovor och kålrötter. Bränneriet stängdes 1932. Bränneriet låg på båda sidorna av järnvägen. Bränneriet upphörde då staten förbjöd tillverkning. Kungl. Maj:ts proposition nr 270 1933:270: "hava de sakkunniga velat såsom en provisorisk anordning föreslå utfärdande av förbud mot tillverkning av brännvin av sockerbetor under tillverkningsåret 1 oktober 1933—1 oktober 1934". Det var tre brännerier, som förbudet  gällde, Gårdstånga-Nygårds, Vellinge och Dalby brännerier, samtliga i Malmöhus län. De beräknades motta 4,500 ton betor som användes under en kampanjtid av något mer än en månad. Betorna motsvarade en odlad areal av cirka 150 hektar. Anledningen till förbudet var att sockerbetsodlarna som levererade till sockerbolaget fick ett betydligt lägre betpris och att staten genom de åsatta priset på brännvin missgynnade Sockerbolagets odlare.

### Alba margarinfabrik
Alba margarinfabrik grundades i Åhus 1931 av Arthur Virgin  och flyttade in i det nedlagda bränneriets lokaler 1934. På 1950-talet drevs företaget av disponenten Olsson tills in på 1970-talet, då Jörgen Virgin blev företagsledare. De äldsta delarna av den nuvarande fabriken är delar av det tidigare bränneriet. Två höga byggnader är idag inklädda med röd och beige korrugerad plåt, men de uppfördes till bränneriet med fasader i rött tegel. Företaget lever kvar än idag och har cirka 50 anställda med huvudkontor i Dalby. Där sker fortsatt all produktion av egna produkter.

### Tegelbruk modernt och från tidigare tid
I närheten av margarinfabriken låg tidigare ett tegelbruk. Leran till teglet togs i närheten av bruket och gav upphov till de så kallade ”Kissedammarna”. Vid en brand 1915, några år efter dess nedläggning, totalförstördes tegelbruket av brand. Efter att bruket hade brunnit ner användes området som soptipp. På 1910-talets ekonomiska karta finns ett antal regelbundna dammar som förmodligen utgjort lertäkter till tegelbruket. Idag är dammarna igenfyllda och området benämns Dammängen.  Skorstensruinen från tegelbruket finns kvar i parken. Föroreningar från soptippen var oljerester, tungmetaller och aska som har sanerats. De grävdes delvis bort men största delen kapslades in med gummiduk som övertäcktes med 1 meter jord. På platsen anlades sedan Tegelbruksparken.
Vid en arkeologisk utredning som publicerats med titeln Tegel i Dalby påträffades slagen flinta och rikliga mängder tegelfragment i matjorden. En anläggning av värmepåverkad, rödfärgad lera med fragment av tegel anläggning 503 i undersökningen. Anläggningen utgrävdes och var i storleken av 6×3–4 m. I anslutning hittades en mindre fyrkantig stenläggning, 1×1 m stor.  En hel tegelsten med måtten 26×13×8,5 cm dvs storstenstegel, en typ tegel som använde från medeltid in på 1700-talet. Inget modernt tegel påträffades.  Anläggningen med lera som värmepåverkats visar bruk av eld, för att upphetta leran som blivit rödfärgad. Felbränt tegel tolkas så att platsen använts för  tillverkning av tegel. Det har alltså tidigare också bedrivits tegeltillverkning i Dalby.

### Dalby Siporexfabrik
År 1934 startades tillverkningen av lättbetongen Siporex i Dalby och fem år senare i Göteborg. Kapaciteten byggdes ut ytterligare under de följande årtiondena med fabriker i Göteborg (1939), Södertälje (1940), Gävle (1945) och Skelleftehamn (1952).  .1953 anges fabrikens tillverkningsvärde till 12,2 miljoner. Fabriksbyggnaderna för Siporex i Dalby byggdes efter 1940.Några byggdes på 1960-talet. Det finns 4 stora byggnader på Siporex område. Fabriken byggde också ett flerfamiljshus norrut närmare Dalby samhälle för anställda vid Siporex. Beslutet att fabriken i Dalby lades ner togs 2001. Den  ägdes då av Yxhultgruppen, . Verksamheten förlades sedan i huvudsak till Kumla där huvudkontoret ligger. 65 anställda i Dalby förlorade arbetet. Det var en av Dalbys största arbetsplatser.

### Stenbrottet
1892 eller 1893 anlade tegelbruksägaren A. Svensson från Lomma en stenkross vid Önneslöv. Till en början användes lös natursten som råmaterial, men stenbrytning startades 1898. År 1915 bildades Dalby stenkross AB av Ernst Wehtje (1863–1936), som förvärvade stenbrottet i Dalby. Fabriksbetongtillverkning tillkom omkring 1950. Företaget AB Sydsten bildades 1969 och verksamheterna samlades i det nybildade bolaget. Sedan 1993 ägs företaget till 50% vardera av Skanska AB respektive Unicon A/S, Danmark. Under 1930-talet utvecklades även Siporex som byggnadsmaterial. Stenbearbetning har också bedrivits bland annat vid det numera igenfyllda stenbrottet Östra mölla.

### Befolkningsutveckling
| Befolkningsutvecklingen i Dalby 1960–2020 | Befolkningsutvecklingen i Dalby 1960–2020 | Befolkningsutvecklingen i Dalby 1960–2020 | Befolkningsutvecklingen i Dalby 1960–2020 | Befolkningsutvecklingen i Dalby 1960–2020 |
| ----------------------------------------- | ----------------------------------------- | ----------------------------------------- | ----------------------------------------- | ----------------------------------------- |
|                                           |                                           |                                           |                                           |                                           |
| År                                        |                                           |                                           | Folkmängd                                 | Areal (ha)                                |
| 1960                                      | 1960                                      |                                           | 1 460                                     |                                           |
| 1965                                      | 1965                                      |                                           | 2 406                                     |                                           |
| 1970                                      | 1970                                      |                                           | 2 948                                     |                                           |
| 1975                                      | 1975                                      |                                           | 4 013                                     |                                           |
| 1980                                      | 1980                                      |                                           | 4 410                                     |                                           |
| 1990                                      | 1990                                      |                                           | 5 370                                     | 291                                       |
| 1995                                      | 1995                                      |                                           | 5 452                                     | 304                                       |
| 2000                                      | 2000                                      |                                           | 5 469                                     | 319                                       |
| 2005                                      | 2005                                      |                                           | 5 517                                     | 319                                       |
| 2010                                      | 2010                                      |                                           | 5 708                                     | 329                                       |
| 2015                                      | 2015                                      |                                           | 6 302                                     | 412                                       |
| 2020                                      | 2020                                      |                                           | 6 838                                     | 379                                       |
|                                           |                                           |                                           |                                           |                                           |

Befolkningen växte snabbt fram till 1990 men stod sedan stilla i cirka 15 år innan den började växa fortare de sista tio åren. Denna utveckling avspeglar gröna vågen då man flydde de stora orterna och flyttade till egna villor i mindre orter. Stagnationen på 1990-talet avspeglade troligtvis den ekonomiska fastighetskrisen som hämmade nytt byggande svårt. Dalby hade 825 invånare 1935 enligt Svenska Turistföreningens Ortlexikon. Det hade ökat till 981 invånare 1950.  Från 1950 till 1960 hade befolkningen i Dalby ökat med 479 innevånare, det vill säga med cirka 50 innevånare per år. 

## Naturen i omgivningen

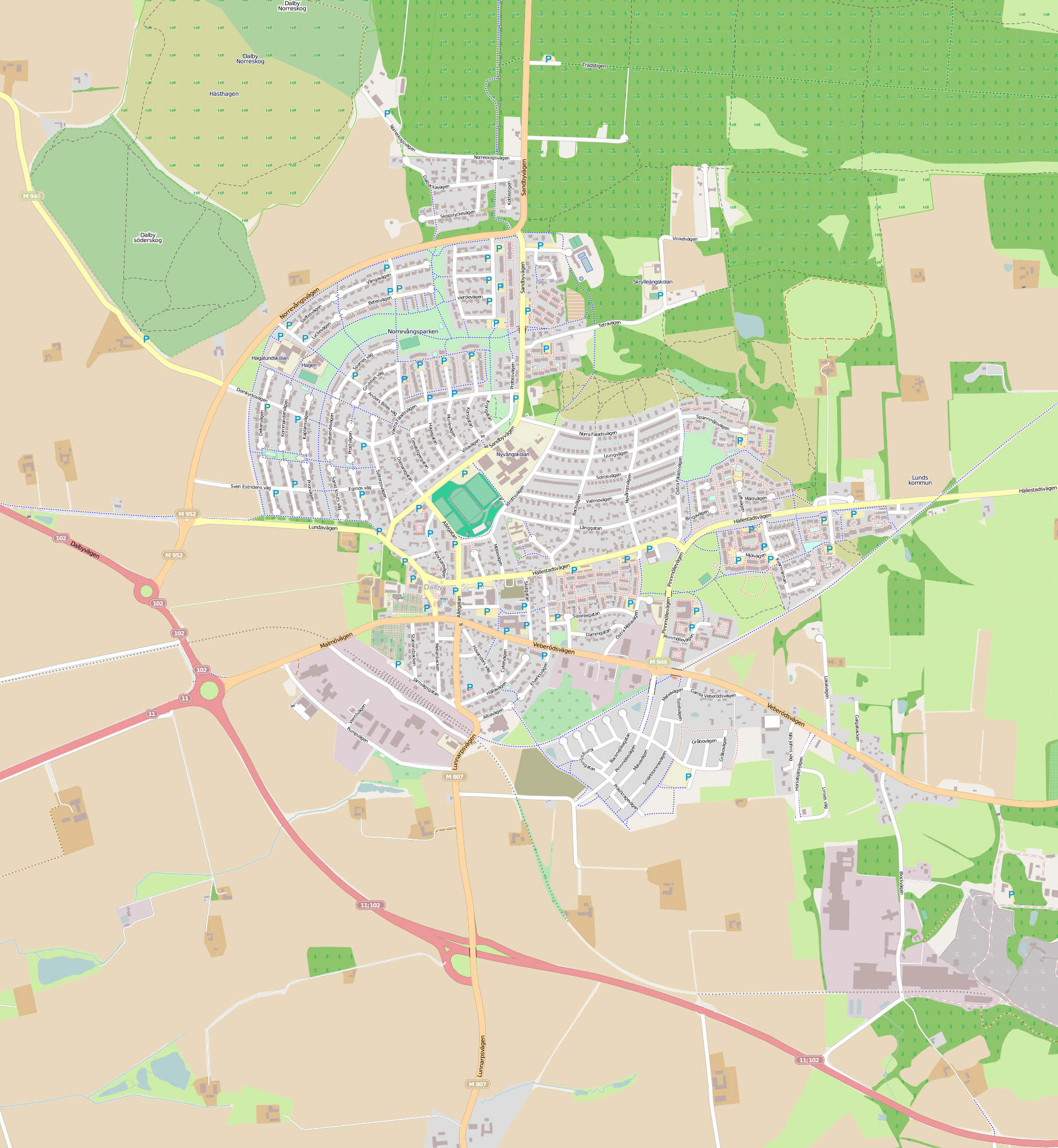
Karta över Dalby

Dalby ligger på Romeleåsens sydsluttning vid Lundaslättens nordöstra rand. Nordväst om Dalby ligger nationalparken Dalby Söderskogs nationalpark. Inom promenadavstånd ligger flera andra friluftsområden: Billebjer och Dalby Norreskog i nordväst, Skrylle i norr och Trollskogen  vid Torna Hällestad i öster. Något längre är det till Knivsåsen i öster och Romeleklint i söder. I Skrylleskogen ligger en rad olika dammar, däribland Boijsens Dammar och Rökepipan. Rökepipan har en populär fiskedamm om sommaren och skridskobana om vintern. I Dalby finns ett stort stenbrott i sydöstra delen av samhället. (se under Industrier) Där finns också ett mindre, nedlagt stenbrott i närheten. Vid Billebjer används ett nedlagt stenbrott som badsjö och samma är förhållandet vid Knivsåsen.

## Nutida näringsliv
Den industriella verksamheten i Dalby har minskat kraftigt över de senaste decennierna. År 2000 fanns det 1 101 förvärvsarbetande över 16 år. Räknar man med 3 500 förvärvsarbetande, betyder det att över 60% pendlar från orten. Stora delar av de som arbetar i Dalby är kommunalt anställda inom skola, vård och omsorg.[källa behövs]

### Kommunala trafikvisioner
Enligt fördjupad översiktsplan för Dalby 2002 (Lunds kommun) har Dalbys ledande roll bland de yttre tätorterna i Lunds kommun grundats i kommunikationer. Simrishamnsbanan förutsätts bli utbyggd. Dalby föreslås också få förbindelse med Lund genom Lundalänken. Planen för Dalby skall satsa på byggande i stationsnära läge. Det skånska stationssamhället utgör en förebild. Restiden med spårväg till Brunnshög och Lunds universitet reduceras med minuter och med tåg till Malmö högskola också minuter.

## Service

### Handel
Dalby Centrum består av några byggnader mitt i orten som bland annat inhyser matbutik, Systembolaget och apotek. Centrumanläggningen var ett av de sista större projekten som Dalby kommun sjösatte, började byggas 1974 efter arkitekt Olle Hanssons ritningar och ägdes inledningsvis av kommunen och Riksbyggen. Det invigdes den 6 december 1975. Dalby Centrum motsvarar ett av SCB avgränsat handelsområde med kod H1281001. År 2015 uppskattades det ha fem arbetsställen med 50 anställda. Matbutiken i Dalby Centrum hette tidigare Dalbyhallen och tillhörde Vivokedjan, men under sommaren 2006 stängde Dalbyhallen och ersattes av en Hemköp.
Tidigare hade Dalby en Konsumbutik. Den hade sitt ursprung i Dalby konsumtionsförening som bildades i januari 1915. Verksamheten kom igång i maj samma år. Butiken startade i ett hus på Lundavägen där Dalbys kooperativa butik sedan skulle ligga i 98 år. Huset hyrdes inledningsvis innan det köptes 1919. Det byggdes därefter ut flera gånger genom åren. 1931-1977 hade föreningen en filial i Björnstorp. Under 1981 valde Dalby konsumtionsförening att gå upp i Konsumentföreningen Solidar. Dåvarande Coop Konsum stängde den 30 november 2012, varefter Hemköp var ortens enda större matbutik.

### Bankväsende
Dalby sparbank fick sitt reglemente fastställt den 5 december 1893 och öppnade under 1894. Banken uppgick 1945 i Sparbanken i Lund, som senare blev Sparbanken Finn. Sedermera hade även Färs och Frosta sparbank kontor i Dalby.
Skånska handelsbanken etablerade sig i Dalby år 1908. Denna bank uppgick senare i Skandinaviska banken.
SEB lade ner kontoret år 2000. Sparbanken Öresund (tidigare Finn) lade ner sitt kontor i maj 2013 och den 1 juli 2015 stängde även Sparbanken Skåne (tidigare Färs och Frosta).

## Skolor

### Äldre skolor nu nedlagda
"Dalby Skola" var småskola 1865–1901. Nuvarande Eginogården var folkskola 1873–1968 och hade Carl Elmhagen som rektor. Han var samtidigt kommunalnämndsordförande och ledande kommunalpolitiker i Dalby. Idag är delar av huset församlingshem. Andra skolor var Mellersta Skolan 1901–1974, och i huset som idag heter Frisörens hus var det skola 1912–1993. Östra Skolan 1912–1991 är idag riven men låg där Vårdcentralen ligger idag.

### Nyvångskolan
Skolan byggdes 1967 som en högstadieskola för 6 paralleller med mindre låg och mellanstadium. Skolan var gemensam för Sandby, Genarp och Veberöd. Dessa byar fick senare egna högstadier och Nyvångsskolan blev mindre. Men Dalby har fortsatt växa och det har tillbyggts en ny kombiskola så idag har skolan åter cirka 900 elever. Arkitekt var Hans Westman. Nyvångskolan är en grundskola mitt i  Dalby. Skolan har undervisning i Årskurs F–9.Skolan har cirka 900 elever, fem fritidshemsavdelningar och cirka 130 medarbetare. (2019) Till högstadieklasserna kommer även elever från Hagalundskolan och Skrylleängskolan. Under 1980-talet var Uno Kvist, känd handbollsspelare i Lugi, rektor för högstadiedelen

### Hagalundskolan
Första versionen av Hagalundsskolan byggdes 1974 som låg- och mellanstadieskola för två paralleller då Dalby gick upp i Lunds kommun. Skolan byggdes med mindre god kvalité och fick rivas på 2000-talet. Nya Hagalundskolan ligger  naturskönt beläget nära Dalby Söderskog. Skolan är en enparallellig grundskola F–6 med ca 190 elever och integrerad särskoleverksamhet. Skolan invigdes vårterminen 2015.

### Skrylleängskolan
Dalby & Södra Sandby Montessoriförening bildades 1986 av en grupp föräldrar. Föreningen driver en F–6 grundskola med integrerat fritidshem (fritidshemmet beskrivs separat). Skrylleängskolan är en relativt liten skola med omkring 90-95 elever.

### Pusselbitens skola.
Pusselbiten är en friskola med sammanslagen verksamhet för både grundsärskole- och grundskoleelever med inriktning mot Autismspektrumtillstånd. Verksamheterna omfattar två skolor i Dalby respektive Hög. Skolan har tillstånd för förskola, förskoleklass, grundskola 1-6, särskola 1-9, samt fritidshem, korttidstillsyn (LSS), samt korttidshem (LSS).

## Kultur, mat, logi och rättvisa

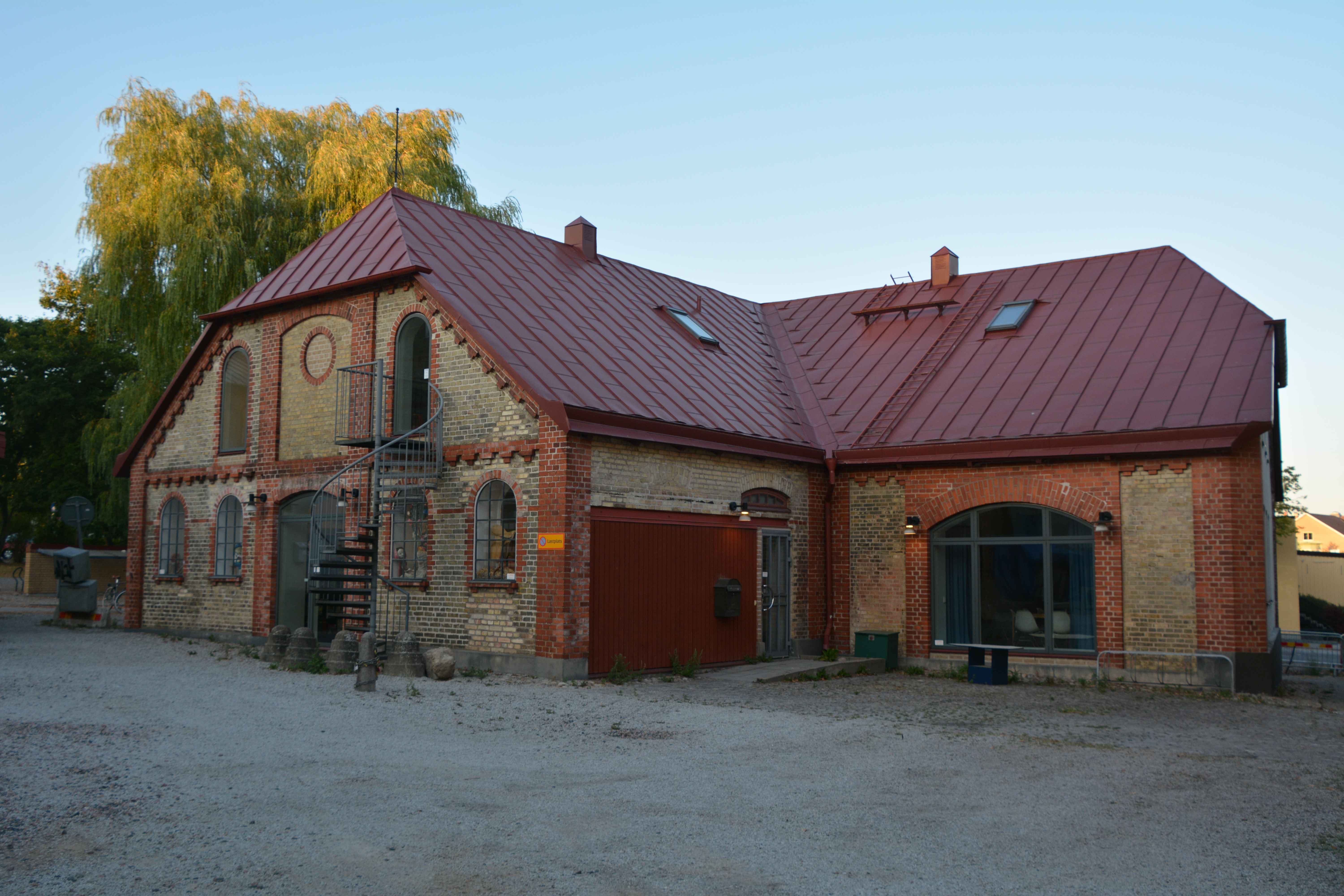
Gästis stallbyggnad numera Dalby bibliotek

Dalby Bibliotek och Medborgarkontoret finns inrymt i de gamla skjutsstallarna. Skönlitteratur som behandlar Dalby är inte rik. K Arne Blom har låtit boken Offerlamm delvis utspela sig i Dalby. Byggnadshistorien för biblioteksbyggnaden sträcker sig mer än hundra år tillbaka sedan 1907. Skjutsstallarna ligger av naturliga skäl nära Dalby Gästis. Dalby gästgivaregårds historia är välkänd under svensk tid och skildras i Dalby Gästis -Kulturportal Dalby. Skjutsstadgan upphörde 1938 och de gamla stallarna blev biograf (nuvarande biblioteket). Sydost om Dalby Gästis ligger sedan slutet av 1700-talet Tingshuset.

### Tingshuset
Byggnaden invigdes 1783 och tillbyggdes med en andra våning 1906.
Huset var tingshus för Torna och Bara domsaga till 1958, då den flyttades till Lund
Idag finns i byggnaden förenings- och festlokal på första våningen, medan ovanvåningen hyrs ut som verksamhetslokaler. Även källaren är delvis i bruk.

### Mandéernas kyrka (Beth Manda Yardna)
15 september 2018 byggdes mandeismens första kyrka, tillika Europas största mandéiska kyrka. Byggnaden benämns Beth Manda Yardna.

## Musikgrupper
Närheten till Lund har inneburit att flera  personer i musikbranschen har påbörjat sin karriär från Dalby, med omnejd.
I slutet av 80-talet spelade ett tidigt Brainpool en av sina första spelningar på Nyvångsskolan i Dalby.
Under nittiotalet bildades gruppen Jive With Clive i Björnstorp av Fredrick Whitling, Johan Duncansson och Helena Josefsson. Samtliga gick på Nyvångsskolan i Dalby. I förlängning bildade Duncansson även en tidig utgåva av The Radio Dept tillsammans med Elin Almered och Tobias Leander.

## Bilder

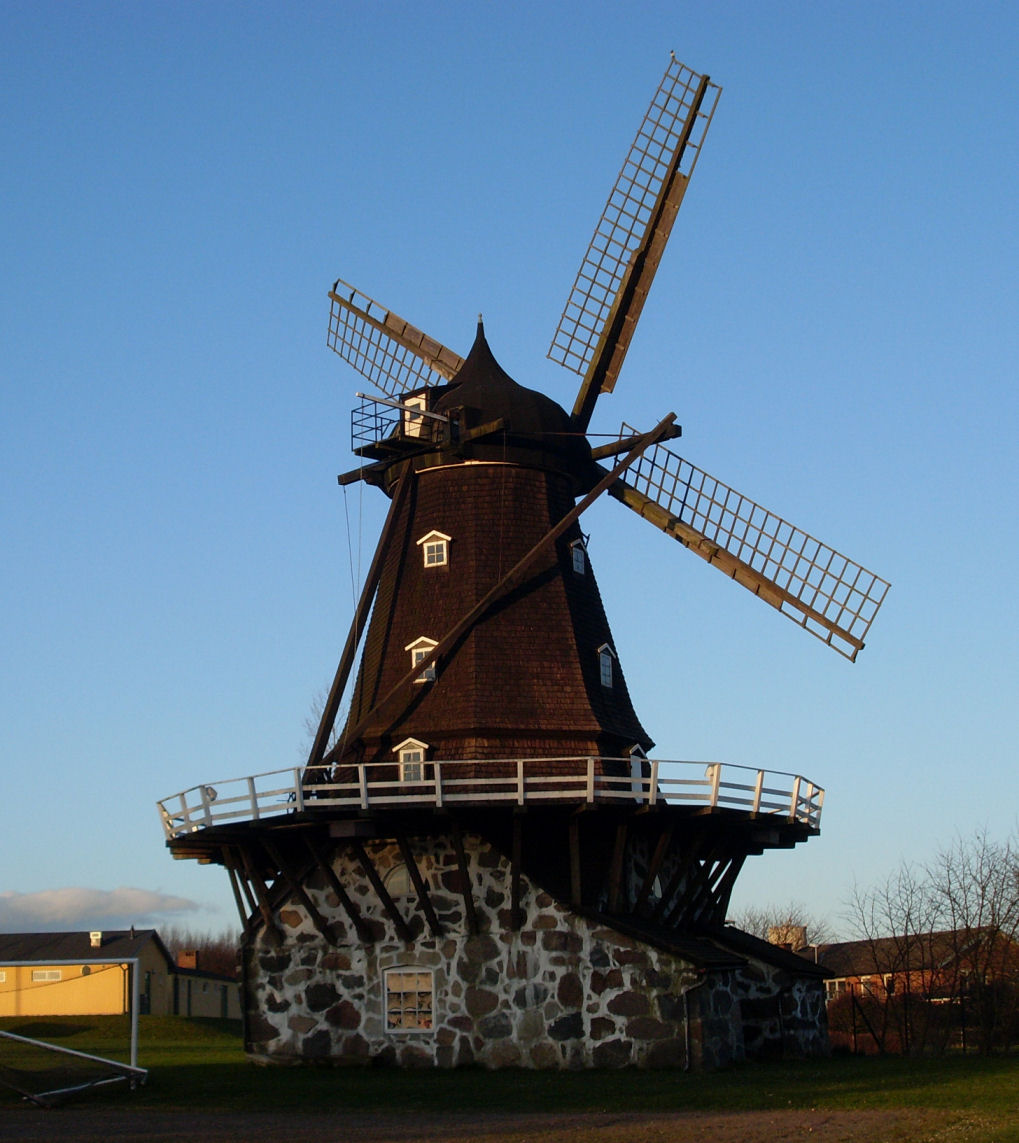
Möllan
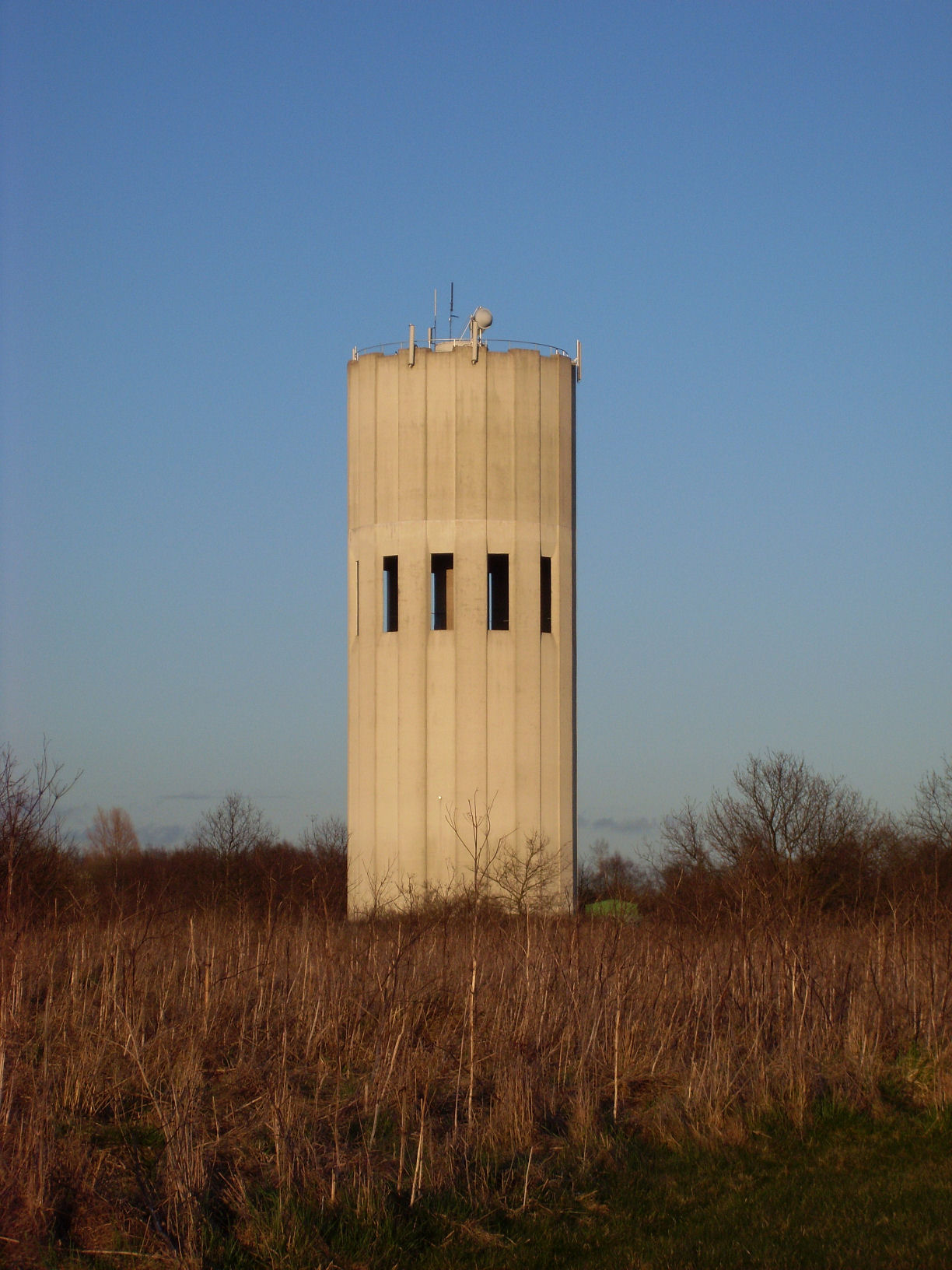
Vattentornet
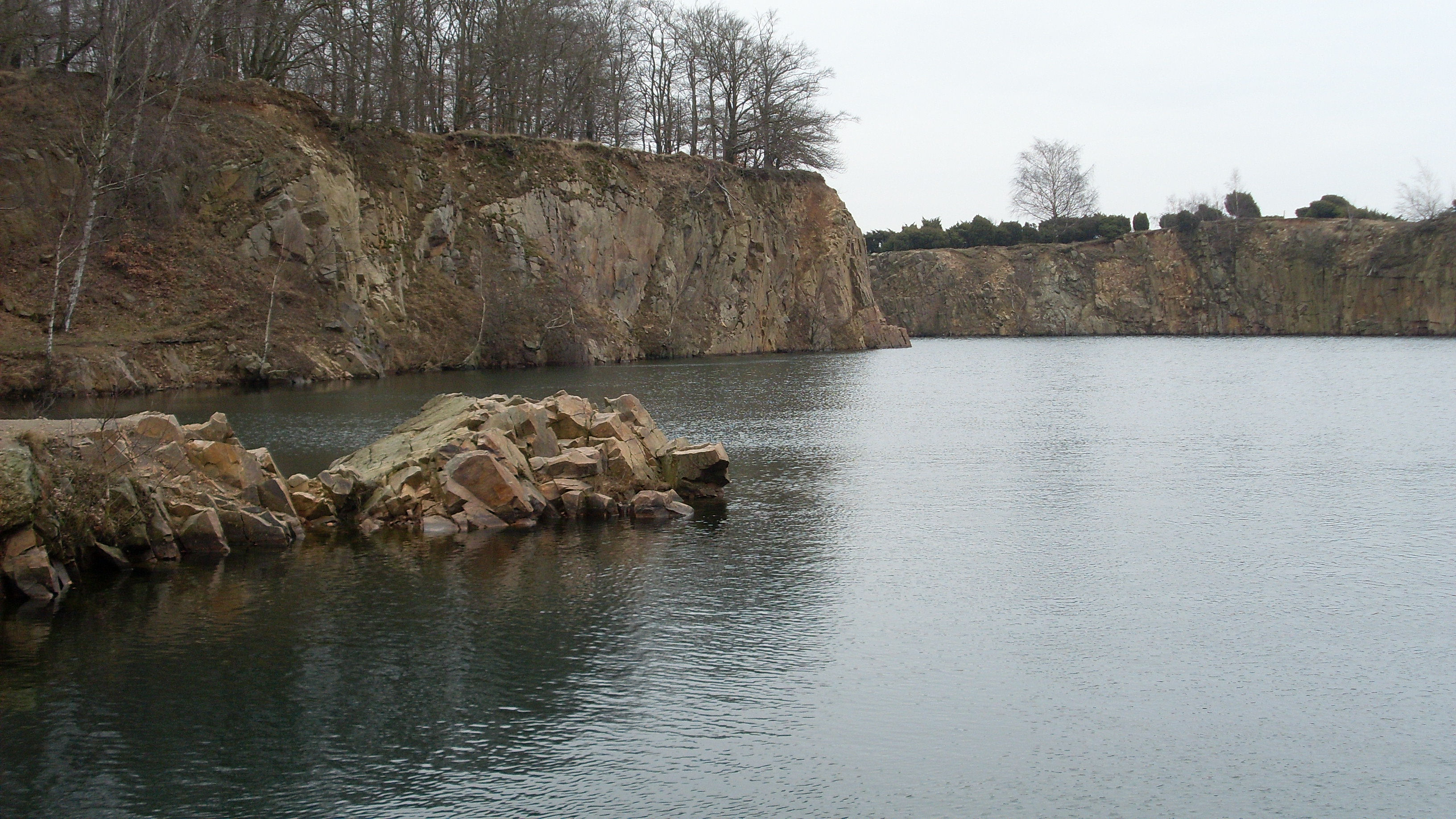
Stenbrottet